# Faruk
Faruk er en opera af C.E.F. Weyse til en libretto af Adam Oehlenschläger. Operaen fik premiere i København den 30. januar 1812.